# Seznam nejvyšších budov v Brně

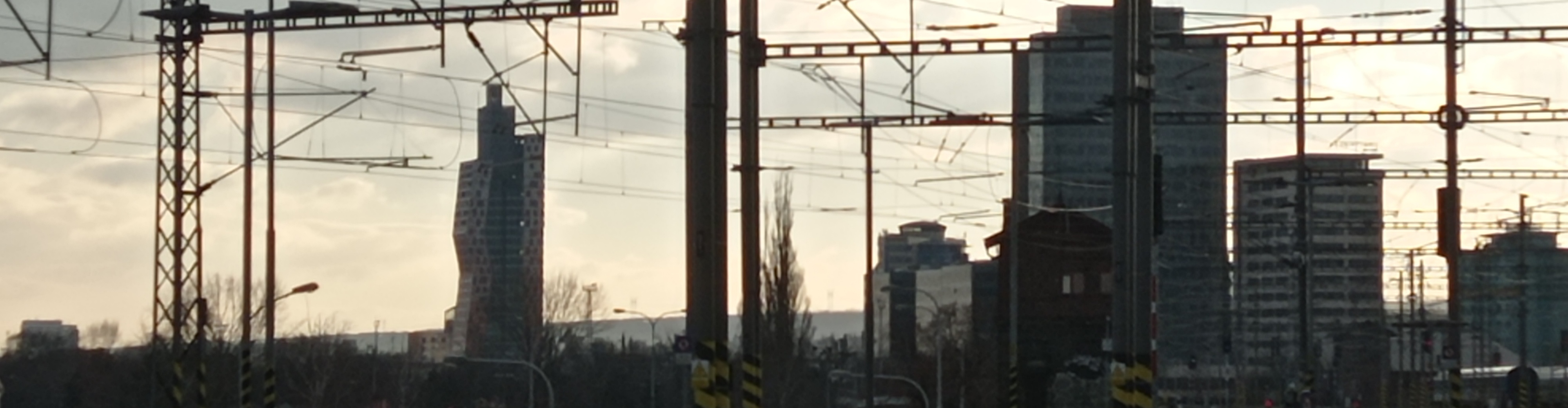
Výškové budovy na jihu Brna, zleva: Vienna Point II (53 m), AZ Tower (111 m), M-Palác (60 m), Spielberk Tower B (85 m), Spielberk Tower A (53 m), panelový dům v Křídlovické ulici

Seznam nejvyšších budov v Brně je seřazen podle výšky. První v seznamu, AZ Tower, byla dokončena koncem března 2013 a stala se současně nejvyšší budovou v Česku. Seznam není kompletní.

## Seznam budov
| Pořadí  | Obrázek | Název                        | Umístění                        | Výška v metrech | Počet nadzemních podlaží | Dokončení   |
| ------- | ------- | ---------------------------- | ------------------------------- | --------------- | ------------------------ | ----------- |
| 1.      |         | AZ Tower                     | Pražákova 69, Štýřice           | 111             | 30                       | 2013        |
| 2.      |         | Spielberk Tower B            | Holandská 10, Štýřice           | 85              | 21                       | 2012        |
| 3.      |         | Šumavská Tower A             | Šumavská 33, Veveří             | 81              | 24                       | 1975 / 2022 |
| 4.      |         | Šumavská Tower B             | Šumavská 31, Veveří             | 75              | 22                       | 1979 / 2020 |
| 5.      |         | budova FSI VUT               | Technická 2, Královo Pole       | 74              | 19                       | 1985        |
| 6.      |         | Nemocnice Bohunice pavilon L | Jihlavská 20, Starý Lískovec    | 69              | 17                       | 1989        |
| 7.      |         | Šumavská Tower C             | Šumavská 35, Veveří             | 68              | 18                       | 1972 / 2016 |
| 8.      |         | Vlněna, budova I             | Přízova 9, Trnitá               | 61              | 15                       | 2024        |
| 9.      |         | LiveUp, budova C             | Netroufalky, Bohunice           | 60,3            | 13                       | 2016        |
| 10.     |         | M-Palác                      | Heršpická 5, Štýřice            | 60              | 16                       | 1997        |
| 11.     |         | Rezidence Lužánky            | Lidická 63c, Veveří             | 56              | 16                       | 2015        |
| 12.     |         | Eden                         | Purkyňova 35e, Královo Pole     | 54,5            | 16                       | 2008        |
| 13.     |         | Nad Arboretem                | třída Generála Píky, Černá Pole | 54              | 17                       | 2024        |
| 14.–16. |         | Orion I                      | Majdalenky 10a, Lesná           | 53,5            | 15                       | 2008        |
| 14.–16. |         | Orion II                     | Majdalenky 10b, Lesná           | 53,5            | 15                       | 2008        |
| 14.–16. |         | Orion III                    | Majdalenky 10c, Lesná           | 53,5            | 15                       | 2008        |
| 17.     |         | Vienna Point II              | Vídeňská 119d, Dolní Heršpice   | 53              | 14                       | 2012        |
| 18.     |         | Spielberk Tower A            | Holandská 12, Štýřice           | 52,9            | 15                       | 2014        |
| 19.     |         | Hotel Continental            | Kounicova 6, Veveří             | 51              | 15                       | 1964        |
| 20.     |         | Ponávka Tower                | Bratislavská 14, Zábrdovice     | 51              | 15                       | 2023        |
| 21.–22. |         | Dorn                         | Dornych 38/40, Trnitá           | 49              | 12                       | 2016        |
| 21.–22. |         | C2 (s kavárnou Grand Prix)   | Voříškova 2, Kohoutovice        | 49              | 15                       | 1979        |

Nejvyšší stavbou v Brně je komín teplárny v Maloměřicích vysoký 217,5 m, nejvyšší kostelní věží je věž kostela svatého Jakuba s výškou 92 m.

## Plánované stavby
| Pořadí | Název                        | Umístění          | Výška v metrech | Počet nadzemních podlaží | Začátek stavby |
| ------ | ---------------------------- | ----------------- | --------------- | ------------------------ | -------------- |
| 1.     | H Tower                      | Heršpická 788/9   | 144             | ?                        | ?              |
| 2.     | Šumavská Tower D             | Šumavská          | 91              | ?                        | ?              |
| 3.     | BRIXX                        | Jihlavská / Osová | >90             | 35                       | 2025           |
| 4.     | Věž I. Nové nádraží          | Rosická           | 90              | ?                        | ?              |
| 5.     | Věž II. Nové nádraží         | Rosická           | 80              | ?                        | ?              |
| 6.     | LOFT BLOK                    | Křenová           | 60              | 16                       | ?              |
| 7.     | Nová Zbrojovka               | Lazaretní         | 60              | ?                        | ?              |
| 8.     | Centrum Vídeňská, objekt G   | Vídeňská          | 59              | 14                       | ?              |
| 9.     | H9 Centrum                   | Heršpická         | 57              | 15                       | ?              |
| 10.    | Západní Brána                | Jihlavská         | 55              | 18                       | ?              |
| 11.    | Obytný soubor Šedova, dům AB | Šedova            | >50             | 15                       | 2025           |
| 12.    | MIG Tower                    | Cejl              | ?               | ?                        | ?              |

## Nerealizované projekty
| Pořadí | Název           | Umístění            | Počet nadzemních podlaží | Výška v metrech | Poznámka                                                              |
| ------ | --------------- | ------------------- | ------------------------ | --------------- | --------------------------------------------------------------------- |
| 1.     | Expo            | Brněnské výstaviště | ?                        | 125             |                                                                       |
| 2.     | Palác Heršpická | Heršpická           | 35                       | 117             | Investor HS-Investment nahradil na stejné poloze mrakodrapem H Tower. |
| 3.     | OD Centrum      | Jánská              | 28                       | 100             |                                                                       |
| 4.     | H-Park          | Heršpická           | 21                       | 90              |                                                                       |
| 5.     | Triangl Tower   | Lidická 77          | 23                       | 77,5            |                                                                       |
| 6.     | OD Perla        | Náměstí Svornosti   | 21                       | ?               |                                                                       |
| 7.     | Czechcity       | Sportovní/Drobného  | 20                       | ?               |                                                                       |
| 8.     | OD Obzor        | Fillova             | 17                       | ?               |                                                                       |
| 9.     | Elliptica       | Gajdošova           | 15                       | ?               |                                                                       |
| 10.    | Kozák           | Horova              | 15                       | ?               |                                                                       |